# (74444) 1999 CJ12
(74444) 1999 CJ12 – planetoida z pasa głównego asteroid okrążająca Słońce w ciągu 2,66 lat w średniej odległości 1,92 j.a. Odkryta 12 lutego 1999 roku.